# Münzblock

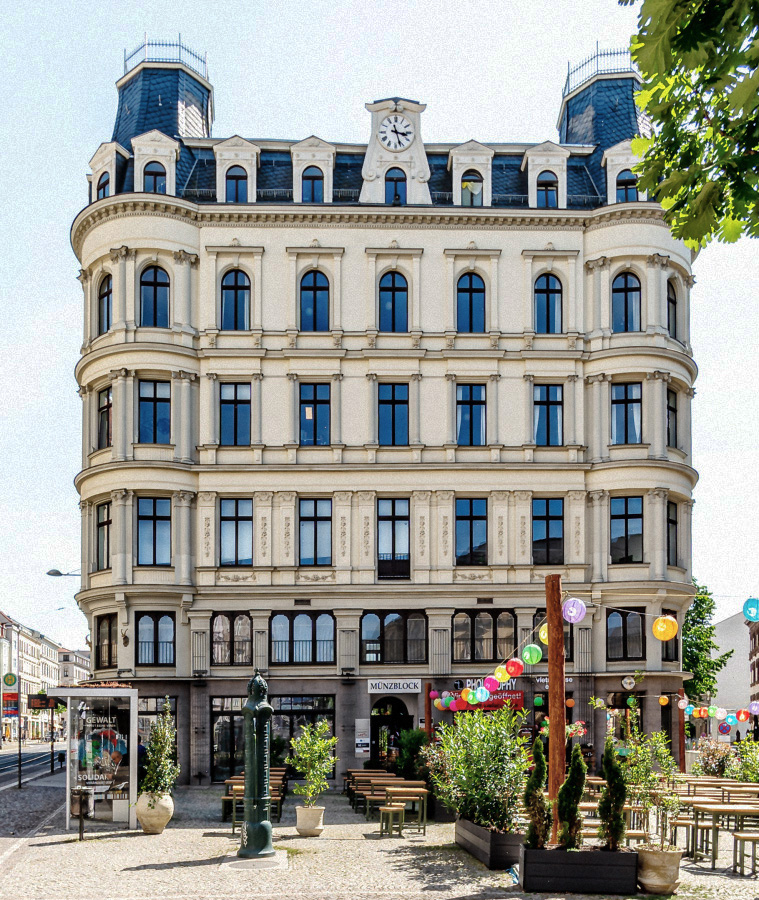
Der Münzblock (2020)

Der Münzblock ist ein Wohn- und Geschäftshaus im Leipziger Ortsteil Zentrum-Süd. Es steht unter Denkmalschutz. Der Name bezieht sich auf die benachbarte Münzgasse.

## Lage und Gestalt
Der Münzblock steht am Abzweig der Münzgasse vom Peterssteinweg mit der Adresse Peterssteinweg 10. Wegen des spitzen Winkels, den die Straßen einschließen, entsteht vor dem Haus ein freier Platz. Auf dem Platz befindet sich eine historische Handschwengelpumpe vom Typ Vogelkäfig.

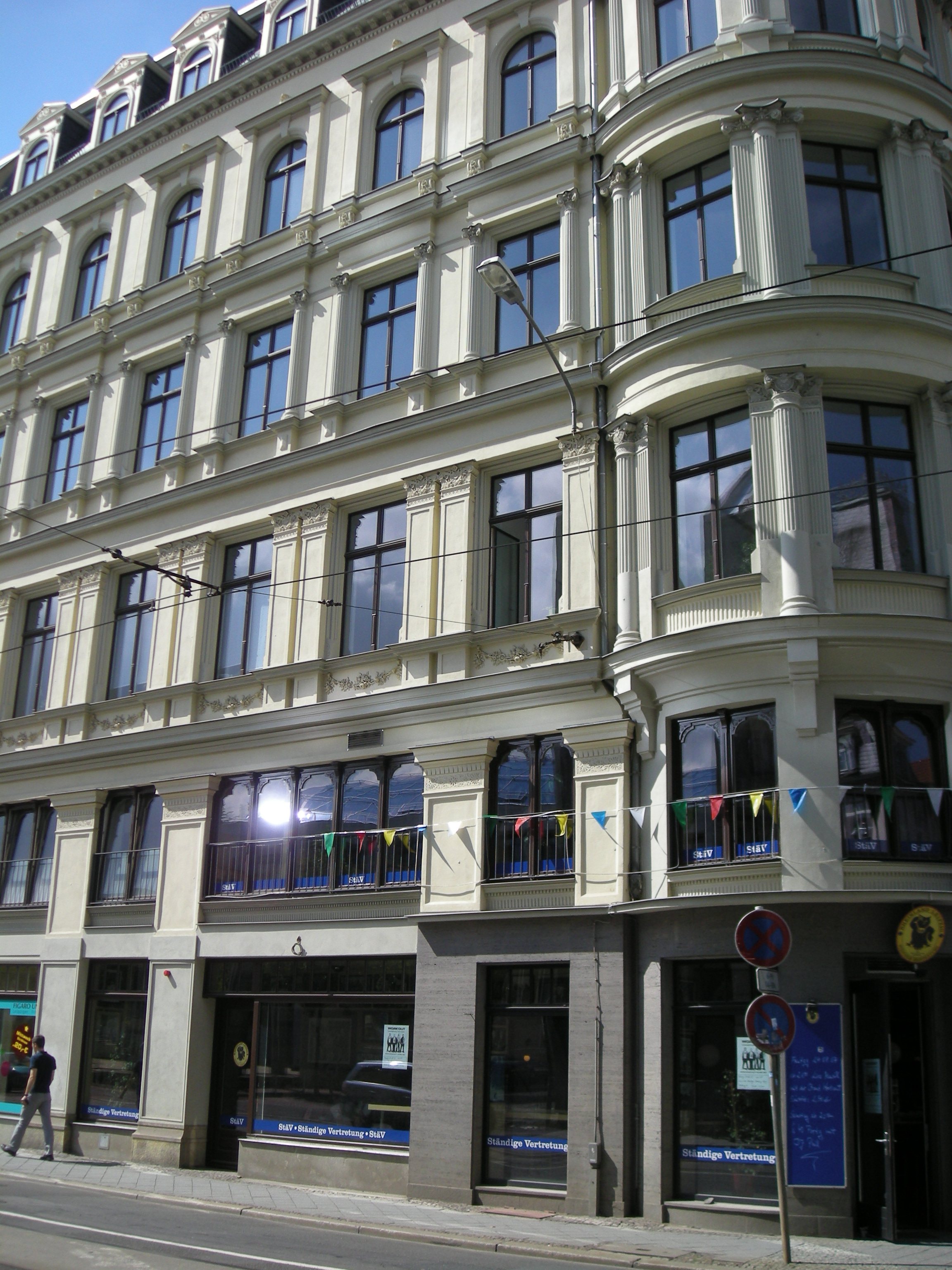
Fassadengestaltung (2007)

Der Münzblock ist ein Dreiflügelbau im Stil des Historismus mit Erstreckung entlang der beiden Straßen und zum Platz sowie mit Runderkern an den Ecken. Die Länge der Flügel beträgt jeweils etwa 27 Meter. Der fünfgeschossige Bau weist je sechs Fensterachsen an den Seitenflügeln und fünf im Mittelflügel auf zuzüglich dreier Fenster an den Eckerkern.
Über der Ladenzone des Erdgeschosses befindet sich, wie an vielen Leipziger Geschäftshäusern, ein mit dem Erdgeschoss verbundenes niedrigeres Zwischengeschoss. Dann folgen drei Wohnetagen, von denen die erste durch  Pilaster mit korinthischen Kapitellen und Festons in den Brüstungsfeldern geschmückt ist, die zweite durch kannelierte Halbsäulen. Die dritte weist unter einem breiten Gesims Rundbogenfenster auf und ist auf der Münzgassenseite auf drei Achsen verkürzt. Das Mansarddach hat, dem Fensterrhythmus folgend, große Giebelgauben, von denen die mittlere zur Platzseite eine Uhr trägt. Die Eckerker münden in zwei Turmaufbauten. Die Wohnetagen werden in den Seitenflügeln durch ovale Treppenhäuser erschlossen.

## Geschichte

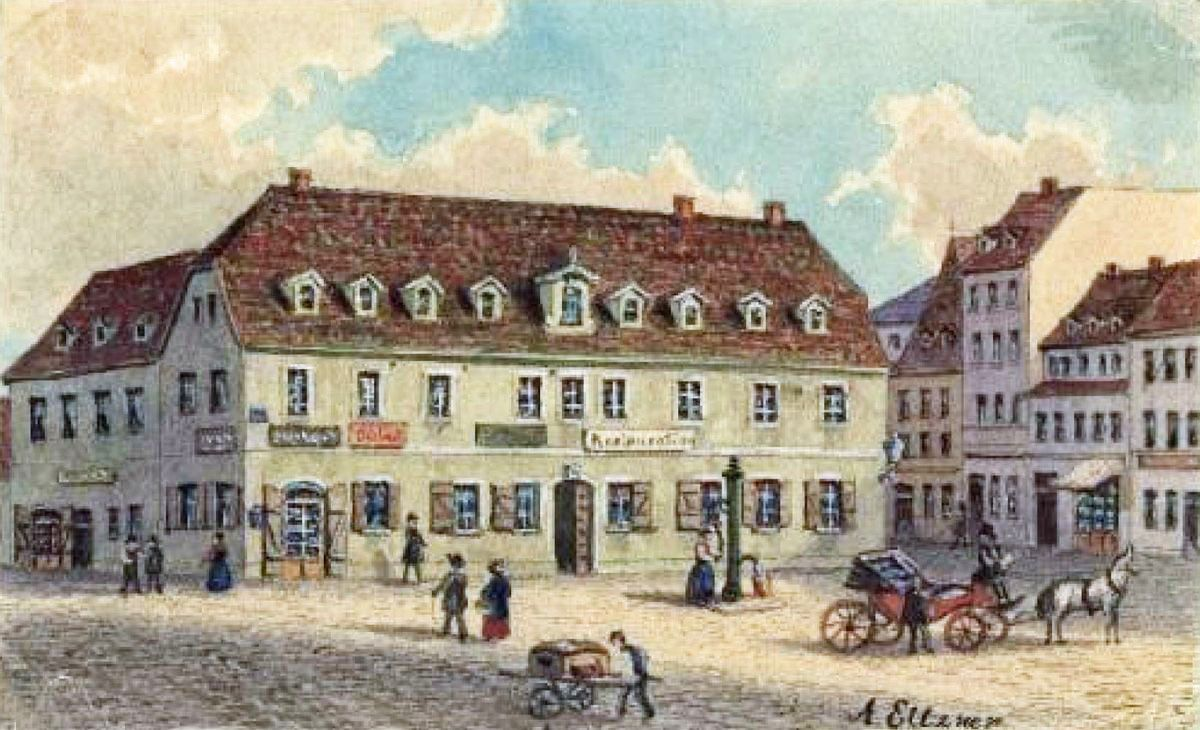
Der Petersschießgraben um 1880, Vorgängerbau des Münzblocks

Im Jahr 1588 errichtete die Leipziger Schützengesellschaft zwischen heutiger Münzgasse und Peterssteinweg eine Schießanlage mit zugehörigem Gebäude, den Petersschießgraben.  In dem Gebäude entstand eine Gaststätte. Während des Siebenjährigen Krieges und der Völkerschlacht war im Petersschießgraben ein Lazarett eingerichtet. 1833 verkaufte die Schützengesellschaft den Petersschießgraben und zog in das neue Schützenhaus in der Schützenstraße (vormals Hintergasse), östlich der Stadt um.
1865 wurde das Gebäude des ehemaligen Petersschießgrabens abgerissen und Caroline Bendix, die Gattin eines Seifenfabrikanten, ließ 1873/1874 vom Maurermeister Daniel Gottlob Vogel (1827–1900) das heutige Gebäude aufführen. Bis Mitte der 1920er Jahre blieb es im Besitz der Benedixschen Erben, jeweils mit Einzelhandelsgeschäften im Erdgeschoss. Danach kam es in den Besitz des Messeamtes bzw. der Neuen Leipziger Zeitung.
Nach dem Zweiten Weltkrieg, in dem das Gebäude keinen Schaden erlitt, zogen auch gastronomische Einrichtungen in die Geschäftsräume ein, mitunter auf jeder Seite der zum Platz gewandten Front eine, die sich dann auch die Freisitzfläche auf dem Platz teilten. Das in der frühen DDR-Zeit sehr beliebte Restaurant war die Roßfleischgaststätte Marie Pohle. Als diese etwa Ende der 1960er Jahre schloss, zog die Gaststätte Reform mit vegetarischen und Schonkostangeboten ein, hielt sich aber nicht lange. Nach 1990 gab es unter anderem eine Filiale der Ständigen Vertretung, Der Burgermeister und Café Waldi, das 2018 schloss. Gegenwärtig (2022) befindet sich in der rechten Gebäudeseite die vietnamesische Speisegasstätte Pholosophy – vietnamese eatery.